# Willa Milada w Pradze
Willa Milada (od lat 90. XX wieku także Squat Milada, cz. Vila Milada) – willa w praskiej dzielnicy Libeň, zlokalizowana między ulicami Na Kindlovce i Pátkovą, na parceli 493/1 (brak oficjalnego adresu).

## Historia
Willa pochodzi z okresu międzywojennego. Przestała służyć oficjalnym celom mieszkalnym w 1988 i została skreślona z ksiąg katastralnych. Toczył się o nią spór sądowy, po zakończeniu którego w 2000 właścicielem nieruchomości została Republika Czeska. Między 1997 a 1998 willę zasiedlili squatersi i był to do 2009 jedyny działający praski squat (wcześniej zlikwidowano inne). W lutym 2008 obiekt zamieszkiwało 15 osób i sześć zwierząt. Planowane jest zburzenie zabudowań willi, wraz z sąsiednią, opuszczoną Willą Miluška i wzniesienie tutaj zabudowań uniwersyteckich.
W willi urządzane były koncerty muzyczne, projekcje filmowe, spotkania autorskie i inne działania artystyczne i społeczne. Zdarzały się także konflikty ze społecznością lokalną na tle hałasu i brudu (np. niesprzątanych ekskrementów ludzkich i zwierzęcych). W początkach lipca 2009 wyprowadzono mieszkańców i zdarto dachówki, celem uniemożliwienia ponownego zajęcia obiektu.
W 2021 roku budynek został zakupiony przez Uniwersytet Karola, który planuje umieścić tam dom studencki oraz sale zajęciowe.
W Pradze działa także luksusowy, czterogwiazdkowy hotel Villa Milada przy ulicy V šáreckém údolí 10.